# Амбелокипи (район Афин)
Амбело́кипи (греч. Αμπελόκηποι) — восточный район Афин, граничит с районами Гуди, Панграти, общиной (димом) Зографос и пригородом Психикон.
Абелокипи — самый густонаселенный район города. Особенно быстро разрастался в период 1960—1970-х годов. На территории района построены две станции синей линии афинского метрополитена «Панорму» и «Амбелокипи».

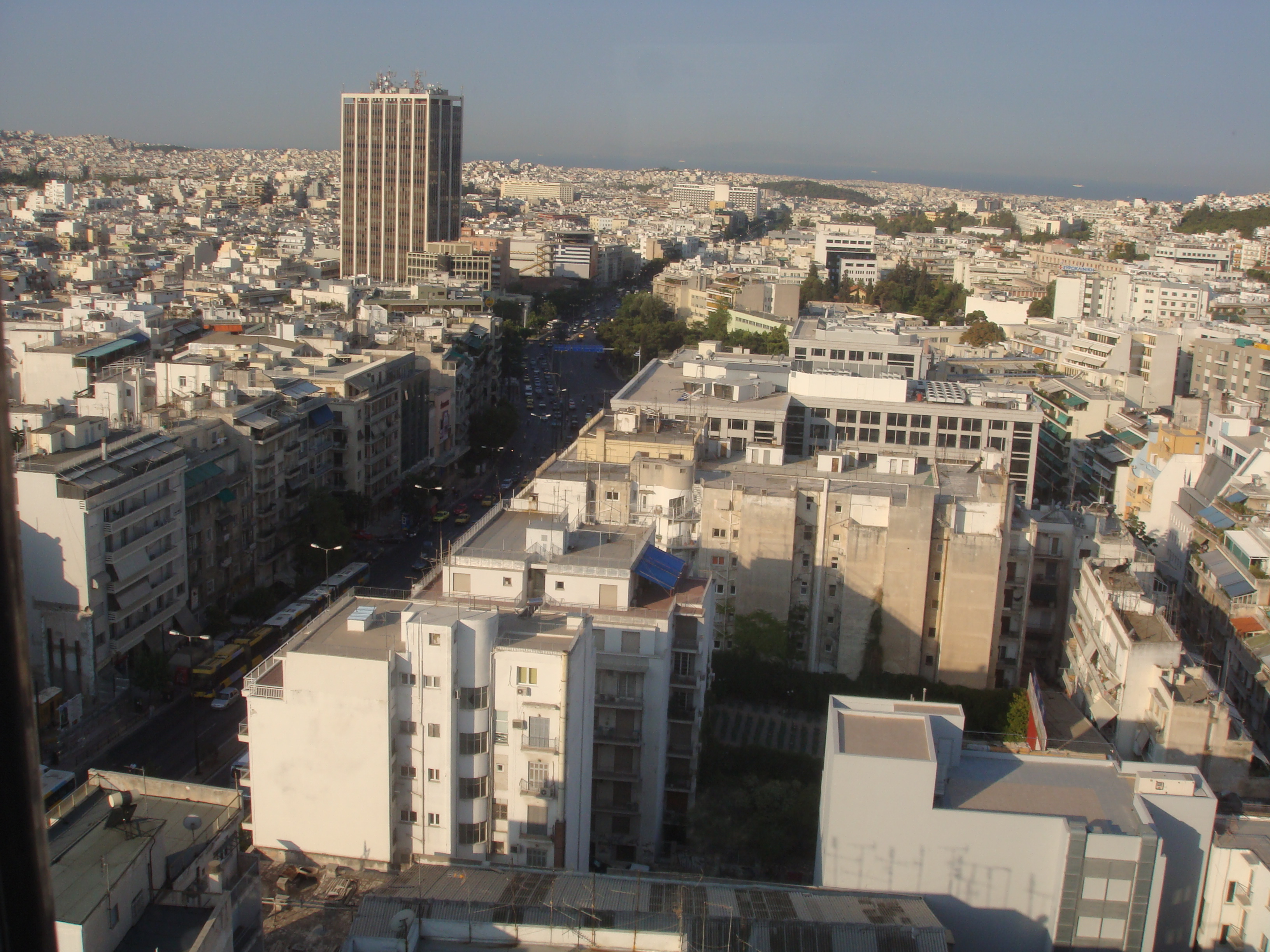
Панорамный вид на Афинскую башню 1

Здесь расположены здания Верховного суда и полицейского участка. На проспекте Месогион возведено высочайшее здание Греции, первый «настоящий» небоскреб в стране после Hilton Athens, построенного в 1963 году, — Афинская башня 1.
Одноимённый населённый пункт был создан в 1845 году (ΦΕΚ 32Α) и упразднён в 1889 году (ΦΕΚ 251Α).